# 波列斯瓦夫·尤里二世
波列斯瓦夫·尤里二世（波蘭語：Bolesław Jerzy II，約1305年—約1340年），魯塞尼亞國王、加利西亞－沃里尼亞王公，馬索維亞公爵特洛傑登一世和尤里一世·列沃維奇之女瑪麗亞的長子。
1331年，波列斯瓦夫與立陶宛大公格迪米納斯的女兒歐菲米亞（Eufemia）結婚，兩人沒有子女。1340年波列斯瓦夫被東正教的波雅爾貴族毒殺，加里西亚－沃里尼亚战争爆發。